# Асиметрична індукція
Асиметрична індукція (рос. асимметрическая индукция, англ. asymmetric induction) 
- Явище, що проявляється у впливі наявних хіральних елементів у молекулі на утворення в ній нових. Асиметрична індукція тим ефективніша, чим ближчим є реактивний центр до хірального елемента.
- Традиційний термін для опису отримання в хімічному процесі неоднакової кількості стереоізомерних форм внаслідок утворення продукту з новим хіральним центром з попередника, де цей центр був прохіральним, при використанні в реакції оптично активних речовин (каталізатора, ферменту, реагенту, розчинника й т.п.), або з оптично активного попередника — тоді утворені в неоднакових кількостях хіральні форми будуть діастереоізомерами.